# ねぇ先生、知らないの?
『ねぇ先生、知らないの？』（ねぇせんせい しらないの？）は、浅野あやによる日本の漫画。『プレミアCheese!』（小学館）にて、2018年12月号から2020年10月号まで連載後、『Cheese!』（同）に移籍して2020年11月号より2022年12月号まで連載。完結後、同誌2023年4月号に最終回後の展開を描いた番外編が掲載された。
2022年12月時点で紙と電子の累計部数は120万部を突破している。
2019年には深夜ドラマ枠「ドラマ特区」でテレビドラマが放送された。

## あらすじ
人気漫画家・青井華は、恋愛経験に乏しい自分を隠しながら恋愛漫画を描いていた。そんなある日、予約なしで入った美容室で、カリスマ美容師・城戸理一と出会い、互いに惹かれ合っていく。

## 登場人物
青井華
少女漫画専門の漫画家。飛び込みで入った美容院にいた理一と恋に落ちる。
城戸理一
美容師。漫画製作に懸命に打ち込む華に惚れている。

## 書誌情報
- 浅野あや 『ねぇ先生、知らないの？』 小学館〈フラワーコミックスα〉、全10巻
  1. 2019年11月8日発売[10]、ISBN 978-4-09-870656-3
  2. 2019年12月26日発売[11]、ISBN 978-4-09-870812-3
  3. 2020年5月26日発売[12]、ISBN 978-4-09-871003-4
  4. 2020年10月26日発売[13]、ISBN 978-4-09-871200-7
  5. 2021年2月25日発売[14]、ISBN 978-4-09-871255-7
  6. 2021年7月26日発売[15]、ISBN 978-4-09-871405-6
  7. 2021年11月26日発売[16]、ISBN 978-4-09-871514-5
  8. 2022年4月26日発売[17]、ISBN 978-4-09-871637-1
  9. 2022年8月26日発売[18]、ISBN 978-4-09-871720-0
  10. 2022年12月26日発売[8]、ISBN 978-4-09-871849-8

## テレビドラマ
2019年12月から深夜ドラマ枠「ドラマ特区」で放送されていた。主演は馬場ふみかと赤楚衛二。

### キャスト
- 青井華 - 馬場ふみか
- 城戸理一 - 赤楚衛二
- 星野七瀬 - 矢作穂香[20]
- 桐谷朝陽 - 和田雅成[20]
- 潤 - 古川毅[20]
- 小井沼 - 宮世琉弥[20]
- 真琴 - 反田葉月[20]

### スタッフ
- 原作 - 浅野あや 『ねぇ先生、知らないの？』（小学館 『プレミアCheese!』連載中）
- 総監修 - スミス
- オープニングテーマ - まるりとりゅうが 「サニー」（EMI Records / ユニバーサルミュージック）[21]
- エンディングテーマ - 赤頬思春期 「LOVE」（キングレコード）[21]
- 監督 - 椿本慶次郎、青木達也
- 脚本 - 下田悠子
- プロデュース - 櫻井雄一
- チーフプロデューサー - 丸山博雄
- プロデューサー - 上浦侑奈
- 制作 - ソケット
- 製作著作 - 「ねぇ先生、知らないの？」製作委員会、毎日放送

### 放送日程
| 各話   | 放送日         | サブタイトル                                                     |
| ------ | -------------- | ---------------------------------------------------------------- |
| 第1話  | 2019年12月06日 | 恋愛なんて…興味あるに決まってる。 恋愛もんばっか描いてんだから。 |
| 第2話  | 12月13日       | …いつでもキレイにするんで、俺と付き合ってもらえませんか?         |
| 第3話  | 12月20日       |                                                                  |
| 第4話  | 12月27日       |                                                                  |
| 第5話  | 2020年01月10日 |                                                                  |
| 最終話 | 1月17日        | あたし、理一のことが好きです                                     |

### 放送局
| 放送期間                       | 放送時間                     | 放送局       | 対象地域   | 備考          |
| ------------------------------ | ---------------------------- | ------------ | ---------- | ------------- |
| 2019年12月5日 - 2020年1月16日  | 木曜 23:00 - 23:30           | テレビ神奈川 | 神奈川県   | 1時間59分先行 |
| 2019年12月6日 - 2020年1月17日  | 金曜 0:59 - 1:29（木曜深夜） | 毎日放送     | 近畿広域圏 | 制作局        |
| 2019年12月7日 - 2020年1月18日  | 土曜 0:00 - 0:30（金曜深夜） | チバテレ     | 千葉県     |               |
| 2019年12月11日 - 2020年1月22日 | 水曜 23:30 - 0:00            | テレ玉       | 埼玉県     |               |
| 2019年12月17日 - 2020年1月21日 | 火曜 1:50 - 2:20（月曜深夜） | 静岡放送     | 静岡県     |               |

| 毎日放送 ドラマ特区       | 毎日放送 ドラマ特区    | 毎日放送 ドラマ特区 |
| 前番組                    | 番組名                 | 次番組              |
| ------------------------- | ---------------------- | ------------------- |
| あおざくら 防衛大学校物語 | ねぇ先生、知らないの？ | ホームルーム        |